# Calculating Infinity
Calculating Infinity es el álbum debut de la banda de mathcore estadounidense The Dillinger Escape Plan publicado en septiembre de 1999 por Relapse Records. Calculating Infinity muestra el sonido más duro y técnico de la banda.
El álbum es considerado como un hito del avant-garde metal. Es el único álbum de The Dillinger Escape Plan de larga duración con Dimitri Minakakis como vocalista principal.

## Composición y letra
Los comentaristas han categorizado a Calculating Infinity como mathcore debido a su uso frecuente de firmas de tiempo complejas, ritmos atípicos y cambios de tempo impredecibles. Muchos han afirmado que The Dillinger Escape Plan fue "pionero" o incluso "creó" el género con el lanzamiento de este álbum. Otros han descrito el estilo del álbum como metalcore, metal experimental, hardcore punk y grindcore. Hablando con The Independent, el guitarrista de la banda, Ben Weinman, sugirió que la naturaleza desafiante del álbum fue intencional, y explicó que "con Calculating Infinity efectivamente destrozamos el libro de teoría musical; si alguien dijera 'no armonizar con un segundo, simplemente suena desafinado', entonces cada pista que hicimos, armonizaríamos con un segundo. Sonó asqueroso, pero lo hicimos." Natalie Zina Walschots de Exclaim! describió el estilo del álbum como "incluso más vanguardista" que los dos primeros lanzamientos de la banda, que había señalado con "trabajo complejo y técnico de guitarra", "cambios impredecibles en el tempo y el tono" y "estructuras de canciones fracturadas". El escritor de Decibel, Daniel Lake, describió el álbum como una combinación de "gotas de ruido, caos rítmico, carreras de jazz e interludios cinematográficos."
Según el vocalista Dimitri Minakakis, la mayoría del contenido lírico en Calculating Infinity se basa en su experiencia en relaciones disfuncionales. En declaraciones a la revista Decibel, Minakakis explicó que "la mayoría de mis letras en Dillinger se basaban en mí mismo... Simplemente tuve relaciones estúpidas con personas idiotas, y escribía una canción sobre eso", concluyendo que "la mayoría de las letras en Calculating Infinity se basó en la inseguridad humana. Ahí es donde obtuve el mejor material." El título del álbum fue sugerido por el guitarrista Brian Benoit, quien dijo a Decibel: "Dado que gran parte del material líricamente se trataba de relaciones fallidas, lo tomé como una especie de "amor que no dura para siempre"... Obviamente, para siempre - o el infinito - no va a suceder ... así que veamos cuánto tiempo podemos calcular antes de que esto explote en la cara."

## Lista de canciones
| N.º | Título                                | Duración |  |
| 1.  | «Sugar Coated Sour»                   | 2:24     |  |
| 2.  | «43% Burnt»                           | 4:31     |  |
| 3.  | «Jim Fear»                            | 2:22     |  |
| 4.  | «*#..»                                | 2:41     |  |
| 5.  | «Destro's Secret»                     | 1:56     |  |
| 6.  | «The Running Board»                   | 3:22     |  |
| 7.  | «Clip the Apex... Accept Instruction» | 3:29     |  |
| 8.  | «Calculating Infinity»                | 2:02     |  |
| 9.  | «4th Grade Dropout»                   | 3:36     |  |
| 10. | «Weekend Sex Change»                  | 3:12     |  |
| 11. | «Variations on a Cocktail Dress»      | 7:56     |  |

## Miembros
The Dillinger Escape Plan
- Dimitri Minakakis – vocals
- Ben Weinman – guitar, bass, synthesizer
- Brian Benoit – guitar
- Chris Pennie – drums

Producción
- Ben Weinman – productor
- Chris Pennie – productor
- Adam Doll – notas lineales
- Alan Douches – mastering
- Steve Evetts – productor de grabación, ingeniero
- Aaron Harris – asistente
- Jason Hellmann – asistente
- Matthew F. Jacobson – productor ejecutivo
- Adam Peterson – diseño gráfico